# Wilhelm Kornalewski
Wilhelm Kornalewski (ur. 26 września 1918 w Sterkrode, zm. 2 listopada 1985 w Działdowie) – polski lekkoatleta specjalizujący się w rzucie oszczepem.
Brązowy medalista mistrzostw Polski w roku 1946. W krajowym czempionacie startował także w 1939 roku, zajmując piąte miejsce. Reprezentował barwy toruńskiego Pomorzanina. Rekord życiowy: 60,17 (11 czerwca 1939, Działdowo).